# سليم بومشرة
سليم بومشرة (من مواليد 28 أبريل 1983 في وهران ) هو لاعب كرة قدم جزائري لعب لمولودية وهران في الرابطة الجزائرية المحترفة الأولى.

## المسيرة الكورية
في ديسمبر 2007، كان مرتبطًا بالانتقال إلى ناديي الدوري الفرنسي نادي كاين ونادي لانس. ومع ذلك، منعت الإصابة من تحقيق الصفقتين. وقع بومشرة مع مولودية الجزائر في صيف 2008 وانضم إليهم في انتقال مجاني من جمعية وهران.

## الإنجازات
- فاز الرابطة الجزائرية المحترفة الأولى1 مرة واحدة مع نادي مولودية الجزائر عام 2010
- وصل نهائي كأس الجزائر مرة واحدة مع اتحاد الحراش عام 2011

## روابط خارجية
- سليم بومشرة على موقع قاعدة بيانات كرة القدم.إي يو (الإنجليزية)
- سليم بومشرة على موقع عالم كرة القدم.نت (الإنجليزية)